# Mont Shavano
Le mont Shavano, en anglais Mount Shavano, est un sommet montagneux américain dans le comté de Chaffee, au Colorado. Il culmine à 4 337 mètres d'altitude dans la chaîne Sawatch. Il est protégé au sein de la forêt nationale de San Isabel.